# Саунорис, Альгимантас
Альгимантас Анитано Саунорис (8 мая 1928, Клайпеда — 6 января 2019, Гамильтон) — советский и литовский игрок в настольный теннис, врач-хирург (доктор медицинских наук).

## Биография
С апреля 1945 года служил в рядах Красной армии (медицинская служба). Покинул её ряды в 1948 году в звании старшего лейтенанта.
Имел спортивное прозвище «Железный доктор» (чему также способствовало его медицинское образование). Выступал за «Спартак» из Вильнюса.
С 1975 года жил и работал в Канаде (где стал членом Общества терапевтов и хирургов Онтарио). Работал по медицинской профессии до 2010 года, выйдя на пенсию.

## Личная жизнь
У Альгимантаса Саунориса были жена Даля и двое детей — сын Гедис и дочь Раймонда.
Он умер 6 января 2019 года на 91-м году жизни. Прощание с ним состоялось в Литовской церкви Богоматери Милосердия Гамильтона.

## Достижения

### Спортивные
- Мастер спорта СССР по настольному теннису (1954[8]),
- Серебряный призёр чемпионата Европы (1960 в парном разряде),
- Чемпион СССР (1952—1954, 1956, 1959, 1961 — личный разряд; 1956—1959 — пары; 1957, 1960, 1961 — смешанные пары). Серебряный призёр чемпионата СССР (1957 — личный разряд),
- На первой Спартакиаде народов СССР стал абсолютным чемпионом: завоевал золотые медали в личном зачёте, в паре с Римасом Пашкявичюсом в мужском парном разряде и в паре с Ниеле Раманаускайте в миксте,
- Победитель I Всемирных литовских спортивных игр (1978, Торонто).

### Прочие
- Почётный член Литовской ассоциации настольного тенниса (1990);
- Офицерский крест ордена Великого князя Литовского Гядиминаса (2005);
- Олимпийская звезда Литовского НОК (2008).

## Награды
- Медаль «За трудовую доблесть» (27.04.1957) — «за успехи, достигнутые в деле развития массового физкультурного движения в стране, повышения мастерства советских спортсменов, и успешное выступление на международных соревнованиях»